# Testament (zespół muzyczny)
Testament – amerykański zespół muzyczny, powstały w 1983 w San Francisco, początkowo pod nazwą Legacy.

## Historia

### Legacy
Historia grupy rozpoczęła się latem 1983 roku, gdy początkujący perkusista Louie Clemente wyruszył z Los Angeles do San Francisco w poszukiwaniu muzyków do własnego zespołu. Kilka dni później pojawił się w domu gitarzysty Erica Petersona. Obydwaj rozpoczęli próby w małym pokoju w domu Erica, grając m.in. utwory Motörhead i wykonawców NWOBHM, opracowując także pierwsze własne pomysły.

Żaden z nas nie był wtedy dobrym muzykiem. Nie mieliśmy doświadczenia, graliśmy dosyć krótko. Wiedzieliśmy tylko, że chcemy grać bardzo szybki heavy metal. Wkrótce dołączył do nas mój kuzyn Derrick Ramirez także gitarzysta. Zaczęliśmy już wtedy myśleć jedynie o własnym materiale.

Od tej pory w zespole pojawiali się i znikali nowi muzycy. Ten stan trwał do czasu, gdy zjawił się wśród nich wokalista Steve „Zetro” Sousa. Wkrótce sprowadził on basistę Grega Christiana. Po ustaleniu składu zespołowi nadano nazwę Legacy. Kiedy wydawało się, że grupa jest już gotowa do pracy, pojawiły się nowe problemy personalne.

Derrick, grający z nami w tym czasie, miał kłopoty z dziewczyną i opuścił nas. Zastąpił go Alex Skolnick. Wkrótce rozstaliśmy się z następnym z nas. Tym razem odszedł uwikłany w prywatne kłopoty Louie. Na jego miejsce przyszedł Mike Ronchette. W tym składzie nagraliśmy taśmę demo z czterema utworami – „Burnt Offerings”, „Reign of Terror”, „Alone in the Dark” i „Raging Waters”. Praca w studiu przebiegała znakomicie. Ludziom spodobała się nasza taśma. Jednak praca w grupie nie układała się najlepiej. Mieliśmy kłopoty z Mikiem Ronchette. Przychodził na próby pijany i ciągle chciał zmieniać partie perkusji. Dla niego najważniejsze było, aby grać wszystko z prędkością trzystu mil na godzinę. Na szczęście Louie pozbierał się, wziął w garść i po pewnym czasie powrócił do zespołu. Przyjęliśmy go warunkowo na dwa tygodnie, lecz szybko doszliśmy do wniosku, że powinien z nami zostać na stałe. Nie wiem jak on to zrobił, ale po powrocie był o sto procent lepszy technicznie niż przed odejściem. Nareszcie mieliśmy skład, w którym mogliśmy nagrać płytę.

Po ukazaniu się taśmy demo i zaistnieniu na scenach kalifornijskich klubów, okrzyknięto grupę jednym z najlepszych zespołów jaki pojawił się w Bay Area od czasu Metaliki i Exodusu. Niemal wszystkie heavymetalowe wytwórnie płytowe z USA stanęły w kolejce, by podpisać kontrakt z Legacy. Wśród nich była także firma Megaforce. John i Marsha Zazula zorganizowali grupie kilka koncertów z Anthrax. Kiedy planowano już podpisanie kontraktu, wydarzyła się rzecz, która zszokowała muzyków, stawiając wówczas pod znakiem zapytania przyszłość zespołu.
Eric: – „Najpierw usłyszałem o kłopotach w Exodusie. Wiedziałem, że Exodus chce się pozbyć swojego wokalisty Paula Baloffa. Potem usłyszałem plotki o tym, że nasz Zet ma go zastąpić. Nie mogłem w to uwierzyć. Odbyliśmy ze Steve’em męską rozmowę. Powiedziałem: Nie! człowieku, mamy nagrywać płytę. Zet był zrozpaczony, nawet płakał, ale zdania nie zmienił. To była noc przed ostatnim naszym wspólnym koncertem. Wiele osób radziło nam, żebyśmy zagrali tę sztukę bez Zeta. Przestrzegali nas, że przyjdą fani Exodusu, którzy dotąd byli także naszymi fanami i zemszczą się na Zecie za to, że śmiał w tamtym zespole zastąpić Baloffa. Nie słuchaliśmy ich i wyszliśmy na scenę w pełnym składzie. To był zupełnie niezły show, ale rzeczywiście aż do piątego utworu ludzie siedzieli odwróceni do Zeta tyłem. To go strasznie wkurzyło. W pewnym momencie nie wytrzymał, zeskoczył z estrady i zaczął bić się z jakimś facetem... Wkrótce opuścił Legacy”.
Alex Skolnick: – „To wydało mi się nieprawdopodobne. Zet był tak zaangażowany w działalność zespołu, że gdybym miał zgadywać kto pierwszy opuści grupę, znalazłby się na końcu listy”.
Eric: – „Spytałem go o przyczyny. Powiedział, że chce podpisać kontrakt z dużą wytwórnią, by rzucić swoją codzienną pracę. Mówił, że Exodus niedługo już taki kontrakt podpisze. Nie chciał męczyć się latami z Legacy”.
Publiczność i zespoły, czyli tzw. metalowa scena undergroundowa z Bay Area San Francisco uważana była za najbardziej zintegrowaną na świecie. Publiczność dopingowała wszystkie grupy z okolicy, a zespoły potrafiły nawet pomagać sobie czasami przy pisaniu muzyki. Wszyscy bardzo lubili Baloffa – był on, jak cały Exodus, legendą tego środowiska. Wyrzucenie Paula z zespołu groziło rozpadem wśród metalowców z San Francisco.
Eric: – „Ludzie stanęli po stronie Baloffa. Przez Steve’a byliśmy bezpośrednio w to zaangażowani. Nasze stosunki z Exodusem uległy wówczas pogorszeniu. Dopiero po pewnym czasie wszystko ucichło, a my znowu jesteśmy przyjaciółmi”.
Po odejściu Steve’a Sousy, w Legacy pojawił się Chuck Billy – Indianin z pochodzenia, występujący niegdyś w speedmetalowym zespole Rampage, a później w komercyjnej grupie Guilt.
Eric: – „Chuck zadzwonił do Alexa i przyszedł do nas na próbę. Kiedy zaczął śpiewać, stanęliśmy jak wryci, gapiąc się na siebie. Nie wiedziałem co powiedzieć. Byłem szczęśliwy, gdy dotarło do mnie, że Chuck ma mocniejszy głos i większą skalę niż Zet”.
Louie Clemente: – „Chuck jest bardziej wszechstronny jako wokalista niż Zetro. Potrafi śpiewać ciężko i miękko, jest melodyjny i agresywny jednocześnie. Zetro zawsze używał skrzypiącego wokalu, który bardzo szybko przechodził w pisk”.
Eric: – „Po przyjściu Chucka, Zet zaczął się bardzo źle o nas wyrażać. Mówił: rzeczą, którą naprawdę lubię w Exodusie jest to, że piszemy prawdziwy materiał, czego nigdy nie robiliśmy w Legacy. Ciekawy jestem, kto upoważnił go do takich wypowiedzi na temat naszych tekstów, skoro faktycznie to on właśnie je napisał. Oto jego słowa – „Przemoc, Terror, Szalejące fale, Śmierć sieje panikę, Nie można uciec, Ciemność zwycięża, Nie ma nikogo, kto by nas uratował” [Raging Waters – przyp.]. I co mieliśmy zrobić z takimi tekstami?”

### Testament –The Legacy

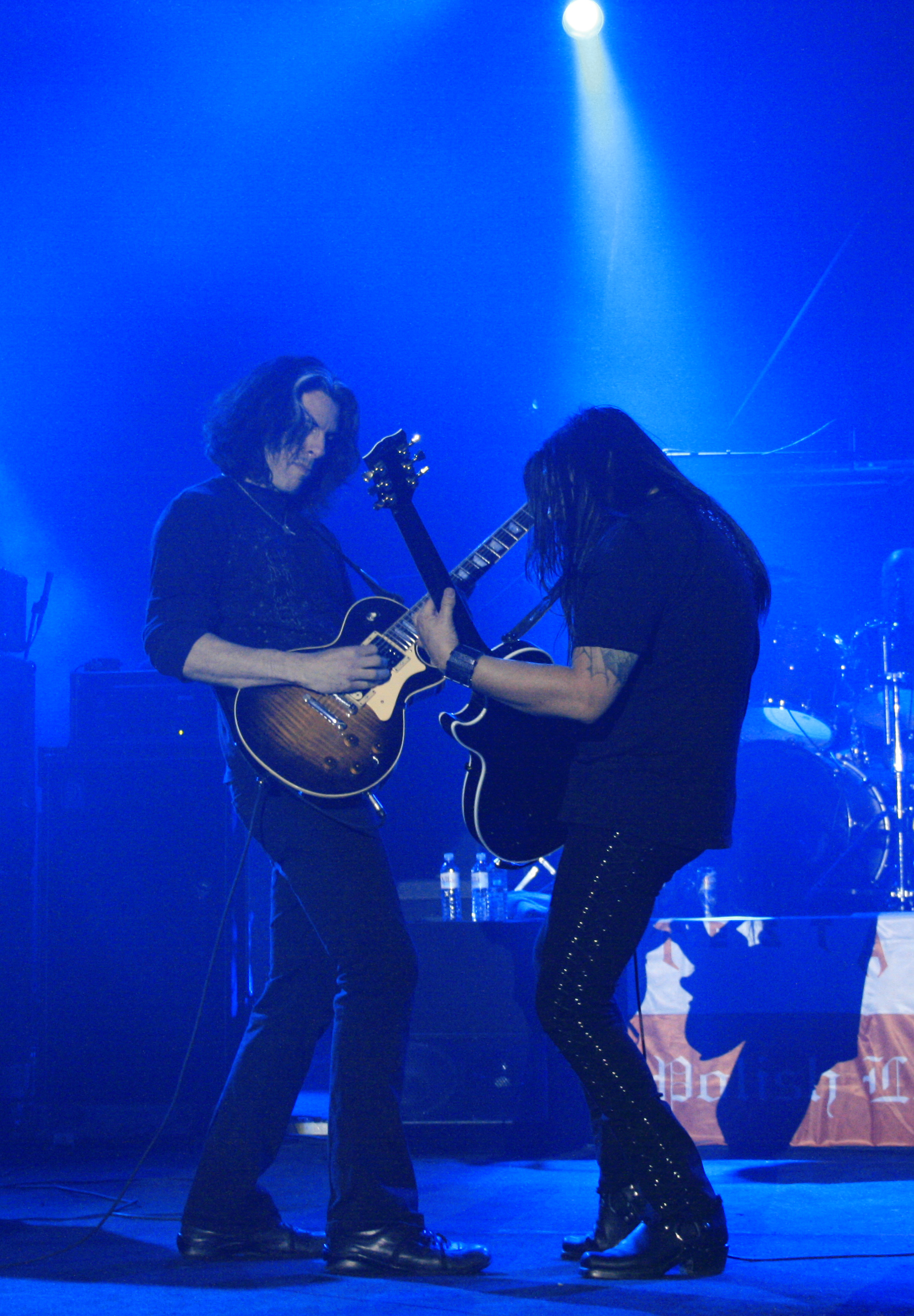
Eric Peterson oraz Alex Skolnick podczas występu na festiwalu Metalmania w roku 2007

Po przyjściu Billy’ego do zespołu, aktualna stała się sprawa kontraktu płytowego. Najlepsza propozycja wpłynęła od Megaforce, współpracującej już wówczas z Atlantic Records. Wkrótce grupa wyruszyła do Nowego Jorku, gdzie w Ithaca Studio, pod okiem producenta Alexa Perialasa nagrała swój debiutancki album. Przed wydaniem debiutanckiego albumu zespół zmuszony został do zmiany nazwy.
Eric: – „Wszyscy znali nas pod nazwą Legacy. Utrata jej była dla nas bardzo bolesna. Najpierw dowiedzieliśmy się, że w latach siedemdziesiątych nagrywała dla Atlantic jakaś dyskotekowa grupa Legacy. Powiedziano nam, że gdybyśmy chcieli procesować się, stracilibyśmy dużo czasu i pieniędzy. Nazwę Testament wymyślił Billy Milano z S.O.D., obecnie M.O.D. Żeby jednak nie rozstawać się na zawsze z nasza poprzednią nazwą, użyliśmy jej jako tytułu naszej płyty.”
Debiutancki album zespołu Testament zatytułowany The Legacy ukazał się w Stanach Zjednoczonych 13 kwietnia 1987 roku
Na krążku umieszczono trzy z czterech nagrań z taśmy demo, rezygnując z utworu „Reign of Terror”, cztery inne nagrania skomponowane z dawnym wokalistą („Over the Wall”, „The Haunting”, „C.O.T.L.O.D.”, „First Strike Is Deadly”) i dwa nowe utwory, napisane przez zespół w nowym składzie („Apocaliptic City”, „Do or Die”). Jedynym wykonanym w średnim tempie nagraniem był „Alone in the Dark”, a właśnie „Do or Die” i „C.O.T.L.O.D.” były jakby sztandarowymi, najmocniejszymi utworami na płycie. Prasa przyjęła album wręcz fantastycznie. Wśród niektórych recenzji pojawiać się jednak zaczęły opinie o naśladowaniu Metaliki i Exodusu.
Alex: – Byliśmy naprawdę zdziwieni liczbą pozytywnych recenzji, szczególnie w Europie, jakie otrzymywaliśmy po The Legacy. Niestety zawsze znajdą się dziwni ludzie mówiący „zrzynacie z tego i tego zespołu”, „jesteście clowne band” itd. Te tendencje trochę nas martwią. Zresztą takie komentarze ukazują się jedynie w dużych pismach, gdzie piszący nie mają zbytniego pojęcia o czym piszą. W specjalistycznych magazynach i małych fanzinach wszystko wygląda inaczej.
Eric: – Testament był po Death Angel drugą w historii thrash metalu grupą rozprowadzaną przez dużą wytwórnię, a co się z tym wiąże – nasze płyty pojawiały się na półkach różnych sklepów różnych krajach. Reklamowano nas jako thrash z San Francisco, a ten w niektórych miejscach kojarzył się wyłącznie z Metallicą. I tak zaczęto mówić i pisać, że jesteśmy jej kopią. Nic bardziej błędnego. Na szczęście słuchacze i magazyny lepiej zorganizowane w temacie wiedzą, że z nikogo nie zrzynamy, choć energia i styl są te same. Ale The Legacy zawiera nie tylko te elementy...”
Rzeczą, która z pewnością łączyła Testament z Metaliką i Exodusem był fakt, że żaden z tych zespołów nie tworzył własnego wizerunku.
Eric: – „Jesteśmy naturalni, wyglądamy tak jak ci, którzy przychodzą na nasze koncerty. Dziwi mnie natomiast, że skoro chłopaki z Anthrax mieszkają w Nowym Jorku, gdzie oprócz lata nigdy nie ma więcej niż 80 stopni Fahrenheita [27 °C], to po co decydują się na robienie zdjęć w Kalifornii, w szortach, w których u siebie i tak nie mogą chodzić. My również mieliśmy zwyczaj chodzić w bermudach, jeszcze wcześniej zanim wpadł na to Anthrax. Ale my nosiliśmy je dlatego, że mieszkamy w Kalifornii, gdzie jest zwykle za ciepło, by nosić coś innego”.
Po ukazaniu się The Legacy kierownictwo Megaforce zadbało o dobrą promocję zespołu. Grupa wyruszyła na trasy koncertowe – po Europie z Anthrax i Stanach Zjednoczonych z Overkill. Szczególnie to pierwsze tournée odniosło ogromny sukces utrwalający pozycję grupy na kontynencie europejskim i Wyspach Brytyjskich. Dziennikarze europejscy okrzyknęli najmłodszego w zespole Alexa Skolnicka za najlepszego nowego gitarzystę na heavymetalowej scenie. Niejako z wdzięczności za gorące przyjęcie zdecydowano się wypuścić na rynek europejski EP-kę Live in Eindhoven, zawierającą fragmenty (pięć utworów) koncertu zespołu przed piętnastotysięczną publicznością, podczas holenderskiego festiwalu Dynamo. Po powrocie muzyków z Europy na potrzeby MTV nakręcono w więzieniu Alcatraz teledysk do utworu „Over the Wall”.

### The New Order

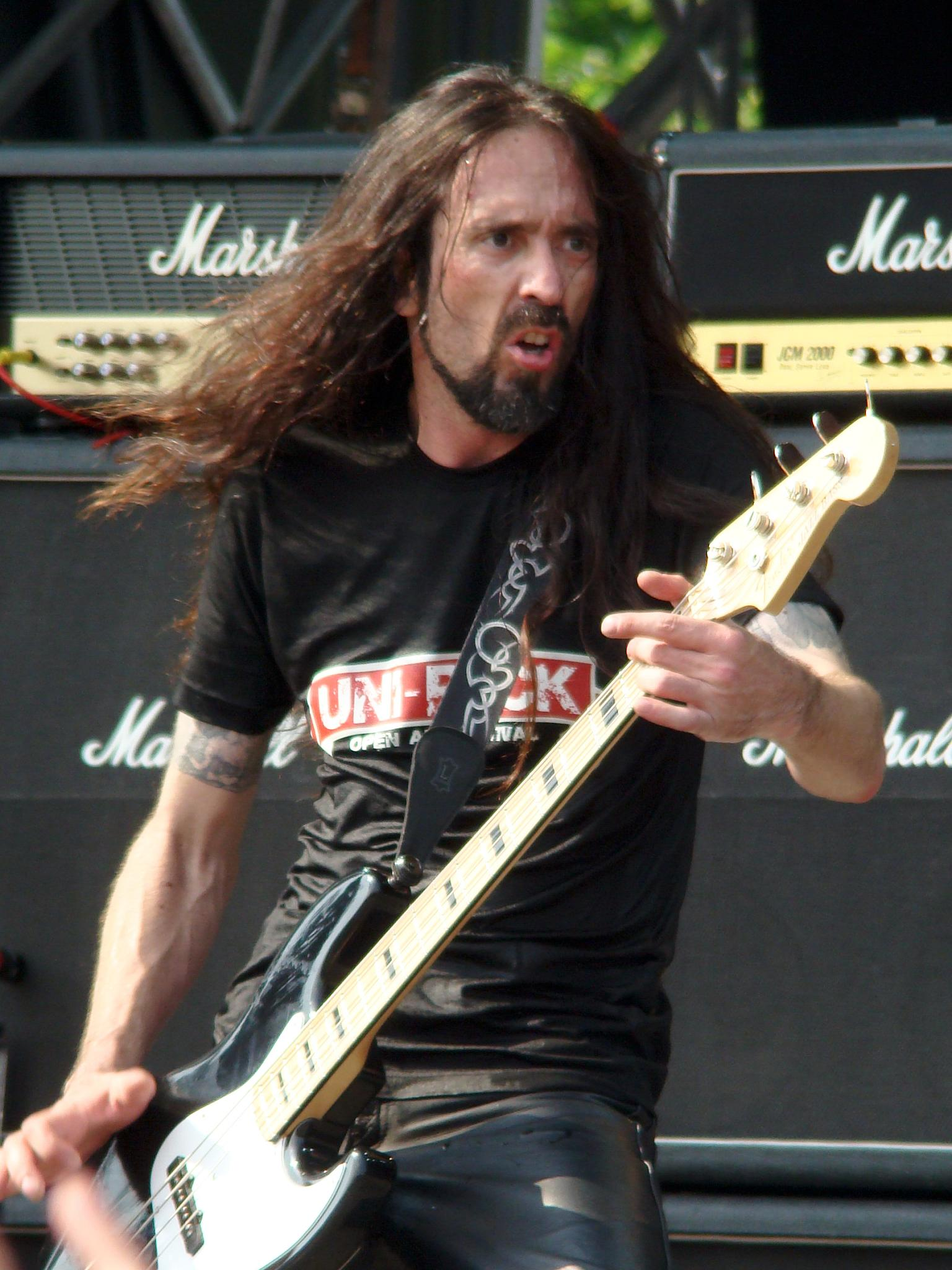
Greg Christian podczas koncertu na Sweden Rock Festival w 2008 roku

Ostatecznie sprzedano ponad 100 tys. egzemplarzy The Legacy, co pozwoliło grupie spokojnie przygotowywać się do nowej sesji nagraniowej. Ponownie postanowiono skorzystać z usług Alexa Perialasa i nowojorskiego studia Ithaca. Według zapowiedzi muzyków, ich nowy album miał odbiegać stylistycznie od debiutanckiego krążka.
Eric: – Bardzo nam pochlebia, że jesteśmy porównywani do tak wspaniałego zespołu jak Metallica, ale nie lubimy kiedy uważa się nas za ich naśladowców. Naprawdę ciężko pracujemy nad nowymi pomysłami i jesteśmy pewni, że nasz nowy album obali wszystkie oskarżenia.
Płyta ukazała się w kwietniu 1988 r. pod tytułem The New Order. Poprzedzona została teledyskiem i singlem „Trial by Fire” zawierającym specjalną wersję tego utworu, a także nieopublikowany dotychczas „Reign of Terror” i cover Aerosmith „Nobody’s Fault”.
Eric: – The New Order jest dowodem na to, że rozwijamy się muzycznie. Gitary mają bardziej klasyczne brzmienie. Wprowadziliśmy też intra, których nie stosowaliśmy na pierwszej płycie. Nadaje to nowemu albumowi zupełnie inny rodzaj feelingu. Mieliśmy tym razem możliwości, by popracować nad udoskonaleniem naszego brzmienia i unikać tak jak tylko możliwe zewnętrznych wpływów”.
Chuck: – Mieliśmy znacznie więcej czasu na realizację tej płyty i upewnienie się, że wszystko brzmi tak jak tego chcieliśmy. Poza tym nie czuliśmy już tak ogromnej presji by dogonić najlepszych, jak podczas realizacji The Legacy.
The New Order potwierdził nieprzeciętne zdolności aranżacyjne i techniczne muzyków. Album był z pewnością tym, czego oczekiwali fani tego zespołu. Płyta stanowiła całość mówiącą o zagrożeniu nuklearnym świata. Wyraźnej poprawie uległy apokaliptyczne teksty zespołu. Tempo wykonywanych utworów wyraźnie zmalało, brzmienie nieco wypolerowano, a mimo to zespół nie stracił swojej dynamiki i energii. Sztandarowym utworem na płycie stał się doskonale skomponowany, wykonany w podobnym co „Alone in the Dark” tempie „Trial by Fire”. Pojawiły się także instrumentalne kompozycje – balladowe „Musical Death (A Dirge” – znane później tylko pod tą nazwą), „Hypnosis” i intra stanowiące interesujące tło dla szybkich, pełnych ciekawych pomysłów i rozwiązań harmonicznych, nieustannych zmian tempa utworów „Eerie Inhabitants”, „The New Order”, „Into the Pit”, „Disciples of the Watch”, „The Preacher” i „A Day of Reckoning”. Pod względem wykonania i bogactwa pomysłów płyta była majstersztykiem. Grupa nie oparła się także panującej wśród metalowych zespołów modzie na nagrywanie coverów, czyli własnych wersji starych utworów innych wykonawców i umieściła na płycie dawny przebój Aerosmith „Nobody’s Fault”. Na trasie po Stanach Zjednoczonych rolę supportu pełniła grupa Vio-lence (z grupą tą związany był Rob Flynn z Machine Head, po odejściu z Forbidden Evil). Innymi zespołami, z którymi występował wówczas Testament były m.in. Judas Priest, Megadeth, Voivod, Anthrax. Zespół wystąpił też wówczas po raz pierwszy na festiwalu Monsters of Rock w Castle Donnington.

### Practice What You Preach
W 1989 roku wyszedł trzeci album Testamentu – Practice What You Preach, który nagrany został w Fantasy Studios, w Berkeley w Kalifornii. Płyta ta odniosła nadspodziewany sukces. Sprzedano ją w liczbie ponad 400 000 egzemplarzy.

### Souls of Black

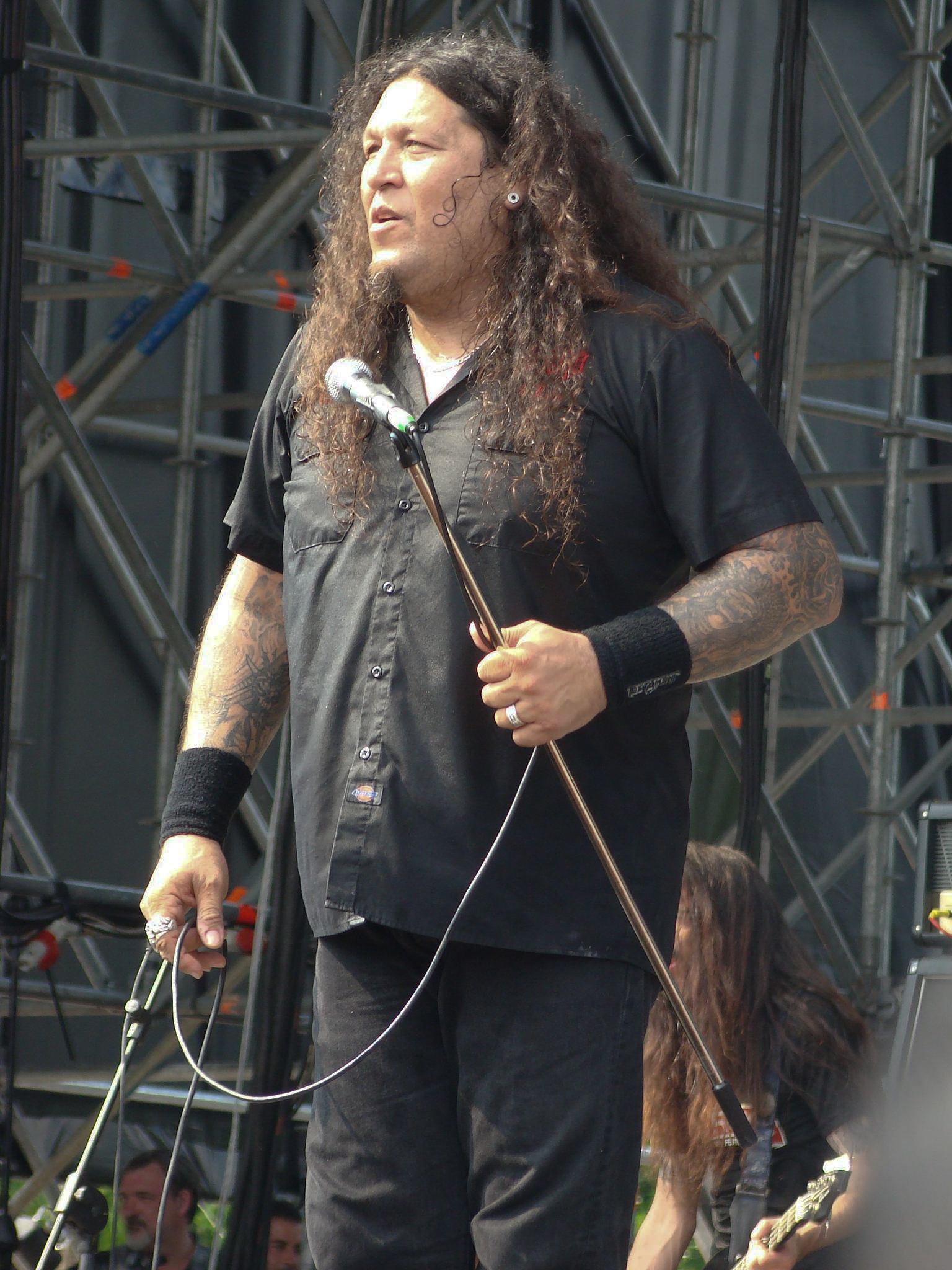
Chuck Billy podczas koncertu na Sweden Rock Festival w 2008 roku

W 1990 roku wyszła płyta Souls of Black nagrana została ponownie w Fantasy Studios, a jej produkcją zajął się Michael Rosen. Nagrań dokonano w niecały miesiąc. Niedługo potem zarejestrowane zostało pierwsze i ostatnie, jak dotąd, oficjalne domowe video Seen Between the Lines. Zawiera ono fragmenty koncertów, zdjęcia zza sceny i inne.

### The Ritual
Ostatnim albumem nagranym w starym składzie był The Ritual z 1992 roku wyprodukowany przez Tony’ego Platta. Nagrań dokonano w One on One Recordings, w Los Angeles. Zespół wyraźnie złagodził brzmienie i wprawił w zakłopotanie wielu fanów. Niedługo później Alex Skolnick opuścił Testament, tworząc Exhibit-A, a potem przenosząc się do Savatage, z którym nagrał tylko jedną płytę Handful of Rain. Alex współuczestniczył także w kilku muzycznych projektach, które muzycznie zbliżone były do jazzu, jest autorem rubryki Cutting Edge w Guitar Magazine. Mimo tego jest nadal przyjacielem zespołu i całkiem niedawno pojawiły się, zdaje się bezzasadne, plotki na temat jego powrotu do zespołu. Niedawno ukazała się płyta Attention Deficit jazzowej grupy Alexa, a aktualnie wznowiony został The Skol-Patrol i utworzony Joe Denizon & Stratospheerius.
Szeregi zespołu opuścił także Louie Clemente, który skończył swą karierę muzyczną za namową żony. Obecnie wspólnie z nią sprzedaje w jej sklepie z antykami w New Jersey. W ten sposób Louie stracił kontakt z zespołem. Dopiero podczas jednego z koncertów Riding the Snake Tour'99 odbywającego się w New Jersey poproszony na scenę, pojawił się na niej przy ogólnym aplauzie publiczności. Nie zgodził się jednak zagrać w żadnym z utworów. Wystąpił natomiast u boku starych kumpli na koncercie Live in London (album Testament)Live in London w 2005 r.
W 1993 roku powstał minialbum Return to the Apocalyptic City, na który złożyło się kilka nagrań koncertowych zarejestrowanych w Los Angeles Palladium, już w nowym składzie z ex-muzykami Forbidden – gitarzystą Glenem Alvelaisem i perkusistą Paulem Bostaphem, późniejszym muzykiem Slayera. Na minialbumie znalazła się także skrócona wersja „Return to Serenity” z płyty The Ritual nagrana w jeszcze starym składzie. Na ep-ce znalazł się też po raz pierwszy na płycie studyjnej utwór z pochodzący z taśmy demo – „Reign of Terror”. Na drugiej części trasy w składzie zespołu znalazł się John Tempesta, który wcześnie grał w Exodusie.

### Low

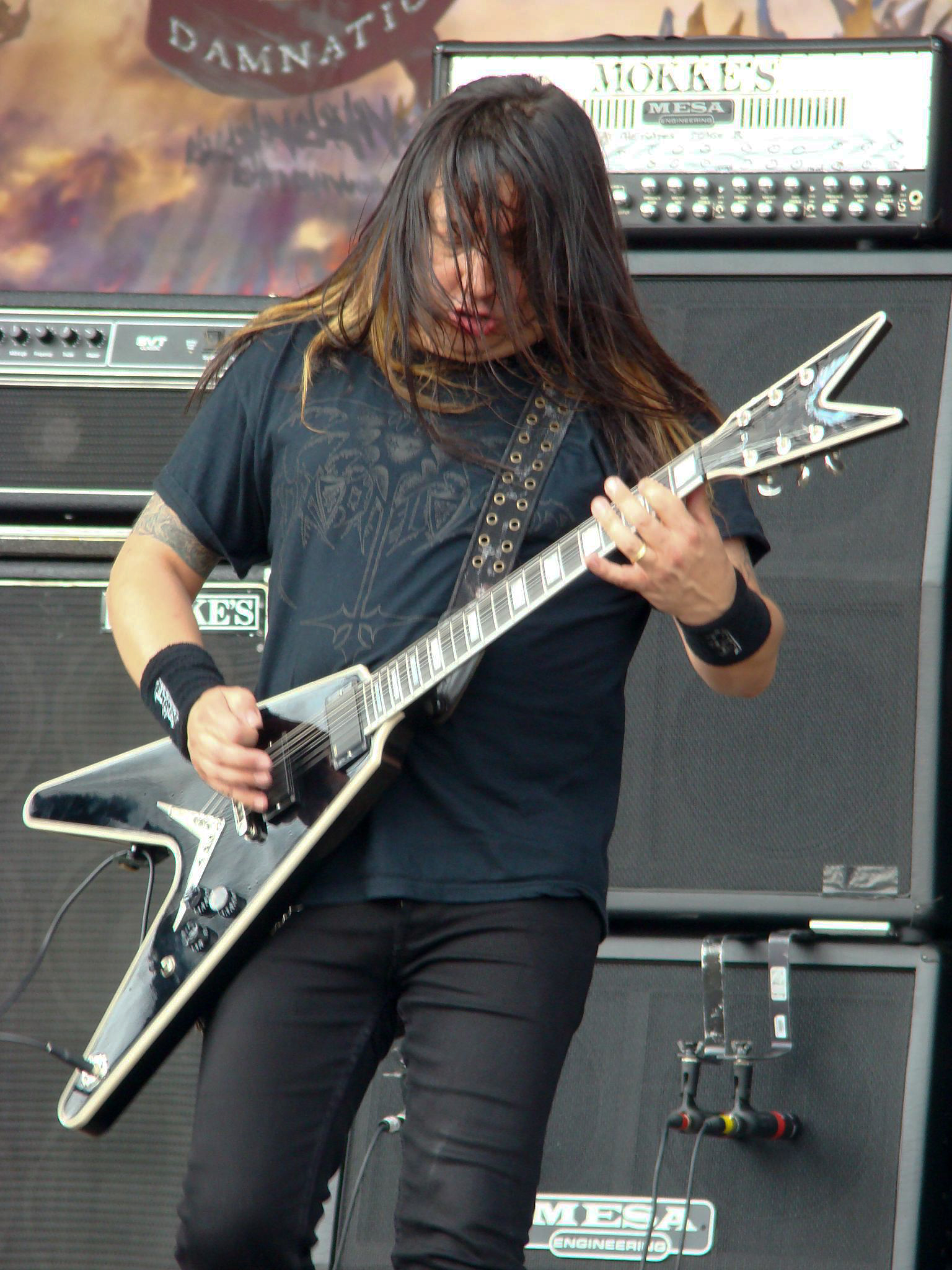
Eric Peterson podczas koncertu na Sweden Rock Festival w 2008 roku

W 1994 roku wydana została nowa płyta – Low. Nagrań dokonano w A&M Studios, w Hollywood, w Kalifornii i w Studio D, w Sausalito, także w Kalifornii. John Tempesta nagrał partie perkusyjne do tej płyty, ale jeszcze przed jej premierą przeszedł do White Zombie. Dlatego nie ma go w oficjalnym składzie umieszczonym we wkładce płyty. Nową postacią w zespole został gitarzysta – James Murphy.
Niektórzy obawiali się, iż nowy członek zespołu może wpłynąć na zmianę prezentowanego dotychczas stylu. Motywowane to było wcześniejszą obecnością Jamesa w kilku formacjach deathmetalowych. Okazało się jednak, że zmiana ta wpłynęła odświeżająco na jakość muzyki. Do utworu „Low” nakręcony został teledysk.
Na trasie rolę perkusisty pełnił Jon Dette – nowa postać w zespole, dotychczasowy fan zespołu, grający w thrashowym Evildead pod koniec istnienia tej grupy.
Wkrótce w związku ze słabą promocją i narastającymi nieporozumieniami zespół opuścił wytwórnię Atlantic, z którą był związany przez wiele lat swojej kariery. Spowodowało to założenie własnej wytwórni – Burnt Offerings Inc., aby móc w pełni kontrolować proces wydawania i promocji przyszłych płyt. Tymczasem Atlantic bez porozumienia z zespołem wypuściła na rynek kompilację The Best of Testament, z której wydania muzycy nie odnieśli żadnych korzyści finansowych. W 1995, już nowa wytwórnia, wydała album Live at the Fillmore, zawierający 14 utworów koncertowych i 3 akustyczne. Są to ballady z poprzednich płyt. Utwór „Return to Serenity” jest wzbogacony o kobiece wokale. Płytę nagrano w składzie: Chuck Billy, Eric Peterson, James Murphy, Greg Christian i Jon Dette. Promując tę płytę, Testament wystąpił w roli headlinera na Metal Hammer Festiwal w Krakowie pod koniec 1996 roku. Niedługo po ukończeniu trasy w zespole nastąpiły kolejne roszady personalne. Jon Dette opuścił grupę, znajdując się przez krótki czas w grupie Slayer. Jego miejsce zajął Chris Kontos, który uprzednio grał w Machine Head. W tym składzie nagrany zostały jedynie utwory „Rapid Fire” grupy Judas Priest na pierwszą część składanki w hołdzie temu zespołowi i „New Eyes of Old” na soundtrack do filmu Strange Days Jamesa Camerona (druga wersja utworu znalazła się później na płycie Demonic).
Niedługo później doszło do odejścia Grega Christiana, który zajął się własnym projektem – Flange, a także Jamesa Murphy’ego, który rozpoczął prace nad swoim solowym albumem. Wkrótce zespół rozpadł się.
Chuck, Eric i Chris postanowili stworzyć grupę Dog Faced Gods, która brzmiałaby zapewne w sposób zbliżony do utworu o tym tytule, pochodzącego z płyty Low. Jak pokazała przyszłość, nic z tych planów nie wyszło. Jedną z przyczyn były nieporozumienia Chucka i Erica z Chrisem. W międzyczasie Chuck zaistniał wokalnie na solowym albumie Jamesa Murphy’ego „Convergence” w balladce „Touching The Earth” (Chuck ponownie tworzy bardzo ciekawy duet wokalny z Michelle Rea Dean).

### Demonic
Przez pewien czas o muzykach nie było słychać, lecz w końcu doszło do reaktywacji Testamentu w niemal całkowicie zmienionym składzie. Z poprzedniego pozostali jedynie Chuck i Eric, a obok nich pojawili się muzycy wcześniej związani z grupą – Glen Alvelais i Derrick Ramirez – związany z Testamentem jeszcze za czasów istnienia grupy pod szyldem Legacy. Skład grupy uzupełnił perkusista Gene Hoglan, niestety tylko jako muzyk sesyjny. W tym składzie w 1997 roku nagrany został w Driftwood Studios, a wyprodukowany przez Daniela Bergstranda, nowy album – Demonic, płyta stanowiąca olbrzymi krok naprzód w historii zespołu, ze względu na stylistyczne zbliżenie do death metalu (ciężar, tempo, growling). W maju 1997 zespół wystąpił ponownie na festiwalu Dynamo Open Air w Holandii. W 1998 roku na rynku pojawiła się kompilacja Signs of Chaos zawierająca wybrane utwory zespołu i dwa niepublikowane dotąd covery – „Sails of Charon” – „Scorpions” i „Draw the Line” – Aerosmith.
Pod koniec 1998 roku w zespole doszło do kolejnych zmian. Powrócił James Murphy, dotychczas zajęty pracą w Konkhrze (uczestniczył w nagrywaniu płyty Weed Out the Weak). Tymczasowym perkusistą został Dave Lombardo, związany wówczas z Grip Inc.

### The Gathering

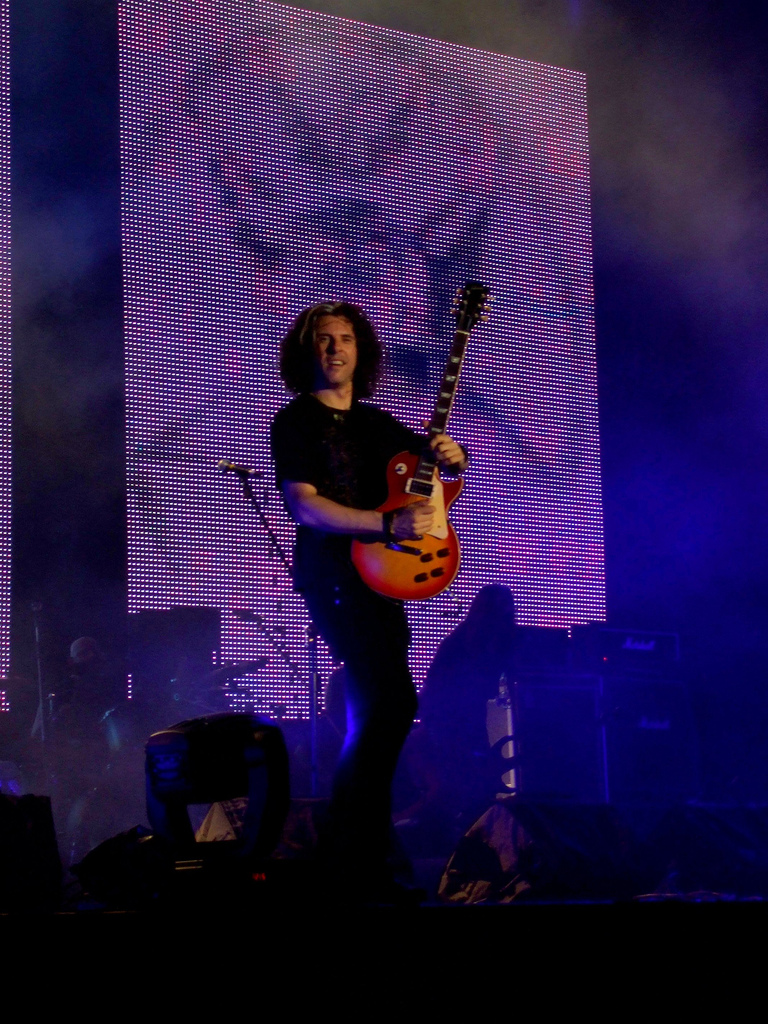
Alex Skolnick podczas koncertu 27 lipca 2007 roku

Do zespołu dołączył także basista Steve DiGiorgio z Sadus. Sesje nagraniowe odbyły się na przełomie 1998 i 1999 roku. W międzyczasie wydana została druga solowa płyta Jamesa Murphy’ego – Feeding the Machine, na której ponownie udziela się Chuck (w utworze „No One Can Tell You”). Na płycie tej pojawia się też Chris Kontos (w „Race With the Devil on Spanish Highway”). W czerwcu 1999 ukazała się długo oczekiwana płyta The Gathering. O zespole znów zrobiło się głośno, w prasie ukazało się wiele bardzo pozytywnych recenzji. W sierpniu 1999 rozpoczęła się trasa „Riding the Snake Tour'99" po Stanach Zjednoczonych, na której rolę supportu pełnił The Haunted. Tuż przed rozpoczęciem europejskiej części trasy skład zmienił się. Dave’a, zajętego pracą w projekcie Fantômas (razem z Mikiem Pattonem, Trevorem Dunnem i Buzzem Osborne’em) zastąpił Jon Dette. Na trasę europejską Testament wyruszył w zmienionym składzie. Nowym gitarzystą został Steve Smythe z Vicious Rumors, a perkusistą Steve Jacobs, w przeszłości związany z Forbidden, a grającym już wcześniej z Testamentem na trasie Demonic po Ameryce Południowej. Trasę po Europie rozpoczęły cztery koncerty w Polsce: w Szczecinie, Poznaniu, w Warszawie (w Stodole) i w Katowicach. Supportami miały być zespoły Vanize i Delirious, które jednak w Polsce nie zagrały. Na podstawie jednego z numerów niemieckiego miesięcznika Rock Hard dowiedziałem się, że dwa wyżej wymienione zespoły uczestniczyły w dalszej części trasy. Na początku 2000 roku z zespołu odszedł Steve Jacobs, a na jego miejsce przyszedł Joe Allen z Sadus. Na wiosnę zespół wystąpił na festiwalach Dynamo Open Air Eindhoven, belgijskim Graspop i włoskim Gods of Metal. Pojawiły się również informacje o powstaniu grupy Dragonheart, przemianowanej później na Dragonlord będącej side-projectem Erica Petersona. W jej składzie znaleźli się także Steve Smyth, Steve DiGiorgio, Joe Allen i Lyle Livingstone.

### First Strike Still Deadly

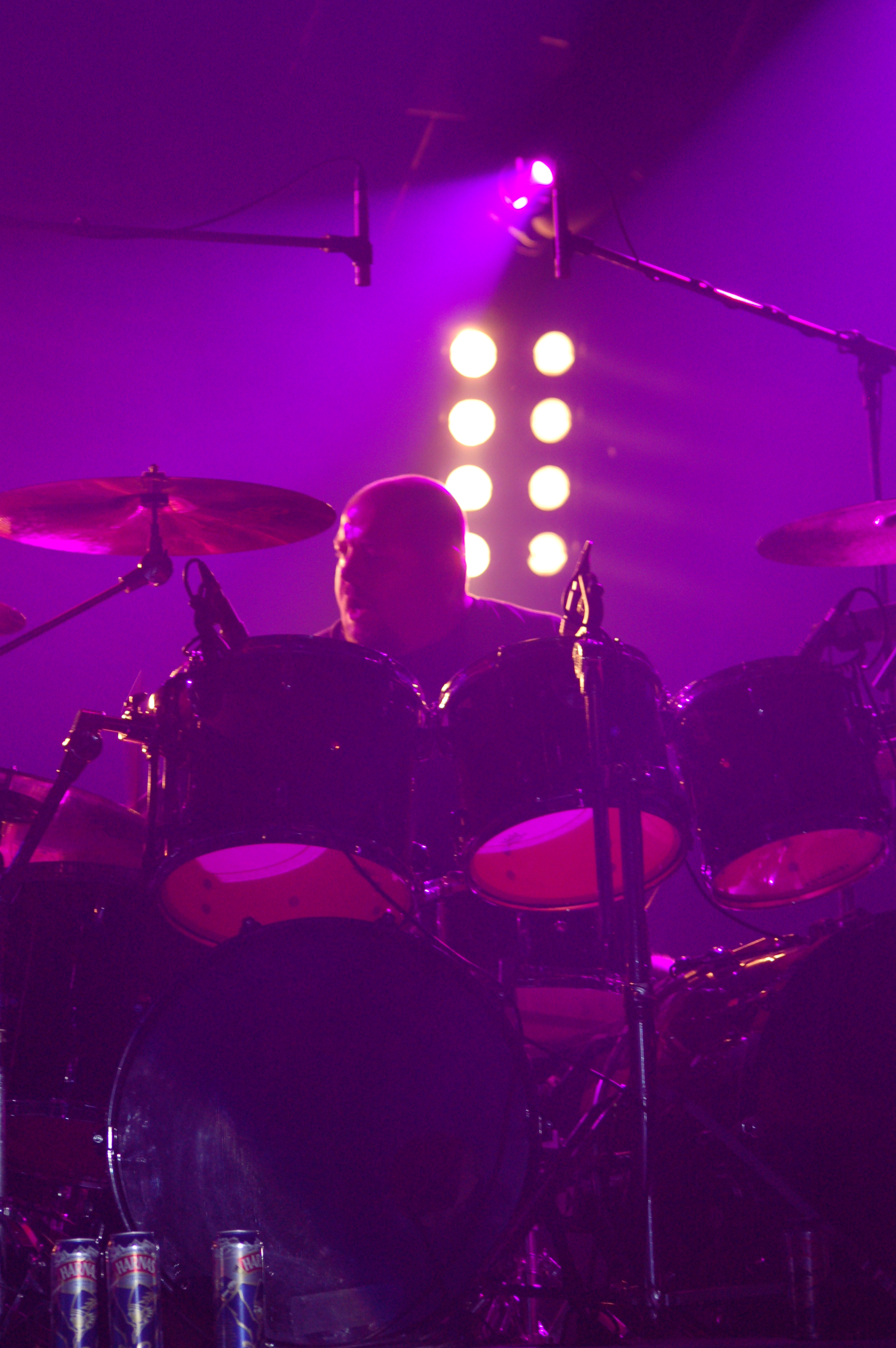
Nick Barker w trakcie występu grupy w Spodku podczas Metalmanii w 2007 roku

W 2001 roku do zespołu powrócił Alex Skolnick. W tym samym roku zostaje nagrana płyta First Strike Still Deadly.
W 2003 roku Chuck Billy w zupełności doszedł do zdrowia, a w 2005 roku Greg Christian ponownie objął posadę gitarzysty basowego. Wówczas zespół wyruszył w europejską trasę koncertową, świętując zjednoczenie pierwotnego składu (warto wspomnieć, że na bębnach podczas trasy grali – na zmianę – zarówno ówczesny (John Tempesta), jak i pierwotny (Louie Clemente) perkusista).
24 marca 2007 roku zespół wystąpił w katowickiej hali „Spodek” w ramach XXI edycji festiwalu „Metalmania” w składzie: Chuck Billy, Greg Christian, Eric Peterson, Alex Skolnick i Nicholas Barker.
W lipcu 2007 roku zespół zagrał koncert w Jaxx Nightclub w Springfield wraz z perkusistą Paulem Bostaphem. Jakiś czas potem zespół potwierdził powrót Bostapha oraz fakt, że nagra z nimi nowy album.

### The Formation of Damnation
The Formation of Damnation (wydany 25 kwietnia 2008 roku) jest pierwszym od dziewięciu lat albumem studyjnym zespołu, który zawiera nowy materiał. Jest także pierwszym od wydania w 1992 roku The Ritual na którym zagrał gitarzysta Alex Skolnick, a także pierwszym od wydania w 1994 Low nagranym z basistą Gregiem.

### Dark Roots Of Earth
Płyta Dark Roots of Earth ukazała się 27 lipca 2012 w Europie i 31 lipca 2012 w Stanach Zjednoczonych. Do składu powrócił Gene Hoglan, płyta określana jest jako jedno z najważniejszych dokonań grupy od czasu „Practice What You Preach” (Teraz Rock).

## Muzycy
| - Chuck Billy – śpiew (od 1986) - Eric Peterson – gitara (od 1983) - Alex Skolnick – gitara (1983–1993, 2001, od 2005) - Steve DiGiorgio – gitara basowa (1999–2004, od 2014) - Dave Lombardo – perkusja (1999, od 2022) - „Metal” Mike Chlasciak – gitara (2002–2004) - Glen Drover – gitara (2008, 2010, 2016) - Steve Jacobs – perkusja (1997, 1999) - Asgeir Mickelson – perkusja (2003) - Nicholas Barker – perkusja (2006–2007) | - Steve „Zetro” Souza – śpiew (1983–1986) - Louie Clemente – perkusja (1983–1993, 2005) - John Tempesta – perkusja (1993–1994, 2005) - Gene Hoglan – perkusja (1996–1997, od 2011-2022) - Glen Alvelais – gitara (1993, 1997–1998) - Derrick Ramirez – śpiew, gitara, gitara basowa (1983–1984, 1997) - James Murphy – gitara (1994–1996, 1998–1999) - Jon Allen – perkusja (1999–2004, 2007) - Jon Dette – perkusja (1994–1995, 1997, 2000) - Steve Smyth – gitara (2000–2004) - Chris Kontos – perkusja (1995–1996) - Paul Bostaph – perkusja (1993, 2004–2005, 2006, 2007–2011) - Greg Christian – gitara basowa (1983–1996, 2004-2014) |

## Dyskografia

### Albumy studyjne
| The Legacy                              | - Data: 7 lipca 1987 - Wydawca: Atlantic, Megaforce     | –   | –  | –  | –  | –  | –   | –  | –  | –   | –   |
| The New Order                           | - Data: 5 maja 1988 - Wydawca: Atlantic, Megaforce      | 136 | –  | –  | 49 | –  | –   | 66 | –  | 81  | –   |
| Practice What You Preach                | - Data: 4 sierpnia 1989 - Wydawca: Atlantic, Megaforce  | 77  | –  | 20 | –  | –  | –   | 57 | –  | 40  | –   |
| Souls of Black                          | - Data: 24 września 1990 - Wydawca: Atlantic, Megaforce | 73  | –  | –  | –  | –  | –   | –  | 70 | 35  | –   |
| The Ritual                              | - Data: 15 maja 1992 - Wydawca: Atlantic, Megaforce     | 55  | –  | –  | –  | 73 | –   | –  | 58 | 48  | –   |
| Low                                     | - Data: 30 września 1994 - Wydawca: Atlantic, Megaforce | 122 | 39 | –  | –  | –  | –   | –  | 77 | –   | –   |
| Demonic                                 | - Data: 9 czerwca 1997 - Wydawca: Burnt Offerings       | –   | –  | –  | –  | –  | –   | –  | –  | –   | –   |
| The Gathering                           | - Data: 28 czerwca 1999 - Wydawca: Burnt Offerings      | –   | –  | –  | –  | 48 | –   | –  | –  | –   | –   |
| The Formation of Damnation              | - Data: 29 kwietnia 2008 - Wydawca: Nuclear Blast       | 59  | 33 | 29 | 27 | 15 | 95  | 47 | 42 | 122 | 89  |
| Dark Roots of Earth                     | - Data: 31 lipca 2012 - Wydawca: Nuclear Blast          | 12  | 10 | 11 | 8  | 4  | 46  | 32 | 56 | 57  | 29  |
| Brotherhood of the Snake                | - Data: 28 października 2016 - Wydawca: Nuclear Blast   | 20  | 16 | –  | 43 | 11 | 68  | 74 | 42 | 43  | 42  |
| Titans of Creation                      | - Data: 3 kwietnia 2020 - Wydawca: Nuclear Blast        | 96  | 7  | –  | –  | 3  | 138 | –  | 29 | 4   | 147 |
| „–” oznacza, że album nie był notowany. |                                                         |     |    |    |    |    |     |    |    |     |     |

### Albumy koncertowe
| Live at Eindhoven                       | - Data: 7 października 1987 - Wydawca: Atlantic, Megaforce | 62 | –  | –   | –   |
| Return to the Apocalyptic City (EP)     | - Data: 2 kwietnia 1993 - Wydawca: Atlantic                | –  | –  | –   | –   |
| Live at the Fillmore                    | - Data: 1995 - Wydawca: Burnt Offerings                    | –  | –  | –   | –   |
| Live in London                          | - Data: 1 listopada 2005 - Wydawca: Spitfire               | –  | –  | –   | –   |
| Live at Eindhoven ’87                   | - Data: 14 kwietnia 2009 - Wydawca: Prosthetic             | –  | –  | –   | –   |
| Dark Roots of Thrash                    | - Data: 18 października 2013 - Wydawca: Nuclear Blast      | –  | 52 | 168 | 151 |
| „–” oznacza, że album nie był notowany. |                                                            |    |    |     |     |

### Albumy wideo
| Seen Between the Lines                  | - Data: 25 czerwca 1991 - Wydawca: A*Vision           | – |
| Live in London                          | - Data: 1 listopada 2005 - Wydawca: Spitfire          | – |
| Dark Roots of Thrash                    | - Data: 18 października 2013 - Wydawca: Nuclear Blast | 7 |
| „–” oznacza, że album nie był notowany. |                                                       |   |

### Kompilacje
| Tytuł                      | Dane dot. albumu                                    |
| -------------------------- | --------------------------------------------------- |
| The Best of Testament      | - Data: 1 marca 1996 - Wydawca: Atlantic, Megaforce |
| Signs of Chaos             | - Data: 1 grudnia 1997 - Wydawca: Mayhem            |
| The Very Best of Testament | - Data: 2001 - Wydawca: Rhino                       |
| First Strike Still Deadly  | - Data: 24 października 2001 - Wydawca: Spitfire    |
| Days of Darkness           | - Data: 24 czerwca 2004 - Wydawca: Spitfire         |
| The Spitfire Collection    | - Data: 13 lutego 2007 - Wydawca: Spitfire          |

### Kompilacje różnych wykonawców
| Tytuł                                       | Dane dot. albumu                                          |
| ------------------------------------------- | --------------------------------------------------------- |
| A Tribute to Judas Priest: Legends of Metal | - Data: 23 września 1996 - Wydawca: Century Media Records |

### Single
| „Trial by Fire”                          | 1988 | –  | The New Order              |
| „Greenhouse Effect”                      | 1989 | –  | Practice What You Preach   |
| „Souls of Black”                         | 1990 | –  | Souls of Black             |
| „Electric Crown”                         | 1992 | –  | The Ritual                 |
| „Return to Serenity”                     | 1992 | 22 | The Ritual                 |
| „Low”                                    | 1994 | –  | Low                        |
| „Dog Faced Gods”                         | 1994 | –  | Low                        |
| „More Than Meets the Eye”                | 2008 | –  | The Formation of Damnation |
| „–” oznacza, że singel nie był notowany. |      |    |                            |

## Teledyski
| Tytuł                      | Rok  | Reżyseria     | Album                          | Źródło |
| -------------------------- | ---- | ------------- | ------------------------------ | ------ |
| „Over the Wall”            | 1987 | –             | The Legacy                     | [ 18 ] |
| „Nobody’s Fault”           | 1988 | –             | The New Order                  | [ 19 ] |
| „Trial by Fire”            | 1988 | –             | The New Order                  | [ 18 ] |
| „The Ballad”               | 1989 | –             | Practice What You Preach       | [ 20 ] |
| „Practice What You Preach” | 1989 | –             | Practice What You Preach       | [ 18 ] |
| „Greenhouse Effect”        | 1989 | –             | Practice What You Preach       | [ 18 ] |
| „Souls of Black”           | 1990 | –             | Souls of Black                 | [ 21 ] |
| „The Legacy”               | 1990 | –             | Souls of Black                 | [ 22 ] |
| „Electric Crown”           | 1992 | –             | The Ritual                     | [ 23 ] |
| „Return to Serenity”       | 1992 | Adolfo Doring | Return to the Apocalyptic City | [ 24 ] |
| „Low”                      | 1994 | Darren Lavett | Low                            | [ 25 ] |
| „More Than Meets the Eye”  | 2008 | Kevin Custer  | The Formation of Damnation     | [ 26 ] |
| „Native Blood”             | 2012 | Mike Sloat    | Dark Roots of Earth            | [ 27 ] |
| „The Pale King”            | 2016 | Tommy Jones   | Brotherhood of the Snake       | [ 28 ] |

## Nagrody i wyróżnienia
| Rok  | Kategoria   | Tytułem                      | Nagroda                         | Nota      | Źródło |
| ---- | ----------- | ---------------------------- | ------------------------------- | --------- | ------ |
| 2008 | Best Album  | The Formation of Damnation   | Metal Hammer Golden Gods Awards | Laur      | [ 29 ] |
| 2009 | Shredder(s) | Eric Peterson, Alex Skolnick | Metal Hammer Golden Gods Awards | Nominacja | [ 30 ] |